# EIC kód
EIC kód je nesprávné označení pro EIC, tedy Energy Identification Code – česky Energetický Identifikační Kód. Jedná se o 16místný kód označující v Evropské unii účastníky (předavatele a odběratele) trhu s energiemi (plyn, elektřina). Odběrnému místu přiděluje EIC operátor trhu. V případě elektrické energie je hlavním operátorem trhu Evropská síť provozovatelů přenosových soustav elektřiny (ENTSO-E), v případě plynu pak Evropská síť provozovatelů přenosových soustav pro plyn (ENTSO-G).[zdroj?] Tvůrcem systému a hlavním přidělovatelem kódů je ENTSO-E.

## Čtení kódu
Každý kód má 16 míst. Obsahuje číslice, písmena, nebo spojovníky. V případě potřeby umístění prázdných míst se používají právě spojovníky. Prvních 15 znaků je významových, poslední znak je kontrolní a vypočítá se z předchozích 15 znaků. Pokud by měl kontrolní znak vyjít jako spojovník, daný kód se nepoužije.

### Vydavatel
Na prvních dvou místech se nacházejí vždy číslice, které označují vydávací kancelář. Proto je nejnižší dvojčíslí 10. Čísla 10 tedy získávají subjekty, které získaly EIC od ENTSO-E. Například EIC německé vydávací kanceláře je 10X1001A1001A46Z. Znamená to tedy, že tato vydávací kancelář získala EIC od ENTSO-E, ale sama má číslo 11, takže EIC kódy, které vydá již budou začínat číslem 11. Stejné je to i v případě české vydávací kanceláře, jejímž EIC kódem je 10XCZ-CEPS-GRIDE. Z čísla 10 lze opět vyčíst že tato kancelář dostala EIC od ENTSO-E. Subjekty, které získají EIC od české vydávací kanceláře, pak budou začínat dvojčíslím 27. Proto má například ČEZ, a.s., kód 27XCEZ-INTRA---M. 
Kód vydávacím kancelářím přiděluje ENTSO-E.

### Druh objektu
Po dvoumístném číselném identifikátoru vydávací kanceláře následuje jednomístný druh objektu. Objekty mohou být tyto: skupina (X), oblast (Y), měřící bod (Z), tie line (T), zdroj (W) a poloha (V).
Příklady:
- 27XG-PPD-DSO-CZE – Prazska plynarenska Distribuce, a.s. (distribuce plynu)
- 27XG-RTN-TSO-CZ9 – Net4Gas, s.r.o. (systémový operátor)
- 27XPCS-CZ-SK-HUO – EPEX SPOT SE (operátor trhu)
- 10YCB-CZECH-REP5 – CEPS, a. s. (kontrolní blok)
- 10YDOM-1010A017V – Border Area Austria–Czech Republic (hraniční oblast)
- 10Z-AT-CZ-00003N – Dürnrohr-Slavetice (odečítací bod)
- 21Z000000000061Z – Lanzhot - SK / Lanzhot - CZ (spojovací bod)
- 37Z701125MH00004 – Marktgebiet HGas NetConnect (virtuální obchodní bod)
- 10T-CZ-PL-00001G – Albrechtice-Dobrzen (krátká spojka)
- 21W0000000000079 – Rotterdam GATE (lodní terminál zkapalněného zemního plynu)
- 21W0000000000184 – UGS Wolfersberg (zásobárna plynu)
- 21V000000000001Z – GTS Scada
- 27ZG~~~Z~~~~~~~# – skutečné odběrné místo plynu v Česku (znak Z na osmé pozici, před ním je 3místný číselný kód distribuční soustavy ~~~, ke které je odběrné místo připojeno, za ním následuje 7místné číslo odběrného místa ~~~~~~~ a kontrolní znak #)

### Ostatní
Ostatní znaky pak přiděluje vydávací kancelář, poslední znak vpravo zajišťuje platnost kódu.

## Zjištění EIC odběrného místa
Každé odběrné místo, v terminologii EIC měřící bod má svůj automaticky přidělený kód. Tento kód je nepřenosný na jiné odběrné místo, je ale přenosný mezi osobami. EIC kód je možné v ČR najít na faktuře od dodavatele suroviny.